# Buenos Aires Chico
Buenos Aires Chico es una localidad argentina ubicada en el Departamento Cushamen, al noroeste de la provincia del Chubut.

## Población
Contó con 253 habitantes (Indec, 2010), lo que representó un leve descenso del 2% frente a los 259 habitantes (Indec, 2001) del censo anterior.
El censo 2022 registró una población de 275 habitantes que se repartieron entre 144 hombres y 131 mujeres. Sin embargo, las cifras obtenidas fueron estimativas solo teniendo en cuenta a la población en viviendas particulares; es decir, excluyendo del dato a la población institucional y las personas sin hogar. Gracias a este censo también fue posible conocer su densidad y tamaño urbano.
| Gráfica de evolución demográfica de Buenos Aires Chico entre 1991 y 2022 |
|                                                                          |
| Fuente: Censos nacionales del INDEC                                      |